# Ústí (Kočov)
Ústí (německy Truss) je malá vesnice, část obce Kočov v okrese Tachov v Plzeňském kraji. Nachází se asi dva kilometry východně od Kočova. Je zde evidováno 25 adres. V roce 2011 zde trvale nikdo nežil.
Ústí leží v katastrálním území Ústí nad Mží o rozloze 1,49 km².

## Historie
První písemná zmínka o vesnici pochází z roku 1379.

## Obyvatelstvo
V roce 1921 žilo v Ústí ve 13 domech celkem 79 obyvatel, všichni německé národnosti.
| Rok            | 1869 | 1880 | 1890 | 1900 | 1910 | 1921 | 1930 | 1950 | 1961 | 1970 | 1980 | 1991 | 2001 | 2011 | 2021 |
| -------------- | ---- | ---- | ---- | ---- | ---- | ---- | ---- | ---- | ---- | ---- | ---- | ---- | ---- | ---- | ---- |
| Počet obyvatel | 54   | 63   | 71   | 63   | 65   | 79   | 54   | 6    | 1    | 0    | 0    | 0    | 0    | 0    | 2    |
| Počet domů     | 9    | 11   | 11   | 12   | 12   | 13   | 13   | 2    | 1    | 0    | 0    | 0    | 1    | 1    | 2    |

## Obecní správa
Při sčítání lidu v letech 1850–1979 Ústí bylo osadou obce Kočov, se kterým patřilo nejprve do okresu Planá, ale od roku 1950 v okrese Tachov. Od 1. ledna 1980 do 23. listopadu 1990 bylo částí města Planá v okrese Tachov. Od 24. listopadu 1990 je opět částí obce Kočov v okrese Tachov.